# کلود ایرینیاک
کلود ایرینیاک (انگلیسی: Claude Érignac; ۱۵ اکتبر ۱۹۳۷ – ۶ فوریهٔ ۱۹۹۸) سیاست‌مدار اهل فرانسه بود. ایرینیاک که استاندار (فرماندار) جزیره کرس بود که در سال ۱۹۹۸ هنگام پیاده‌روی در یکی از خیابان‌های شلوغ جزیره در شهر آژاکسیو ترور شد. پلیس فرانسه در سال 2003 یوآن کلونا ضارب وی را پس از 4 سال تعقیب و گریز در جنوب کرس بازداشت کرد.